# Ferrocarriles de Abjasia

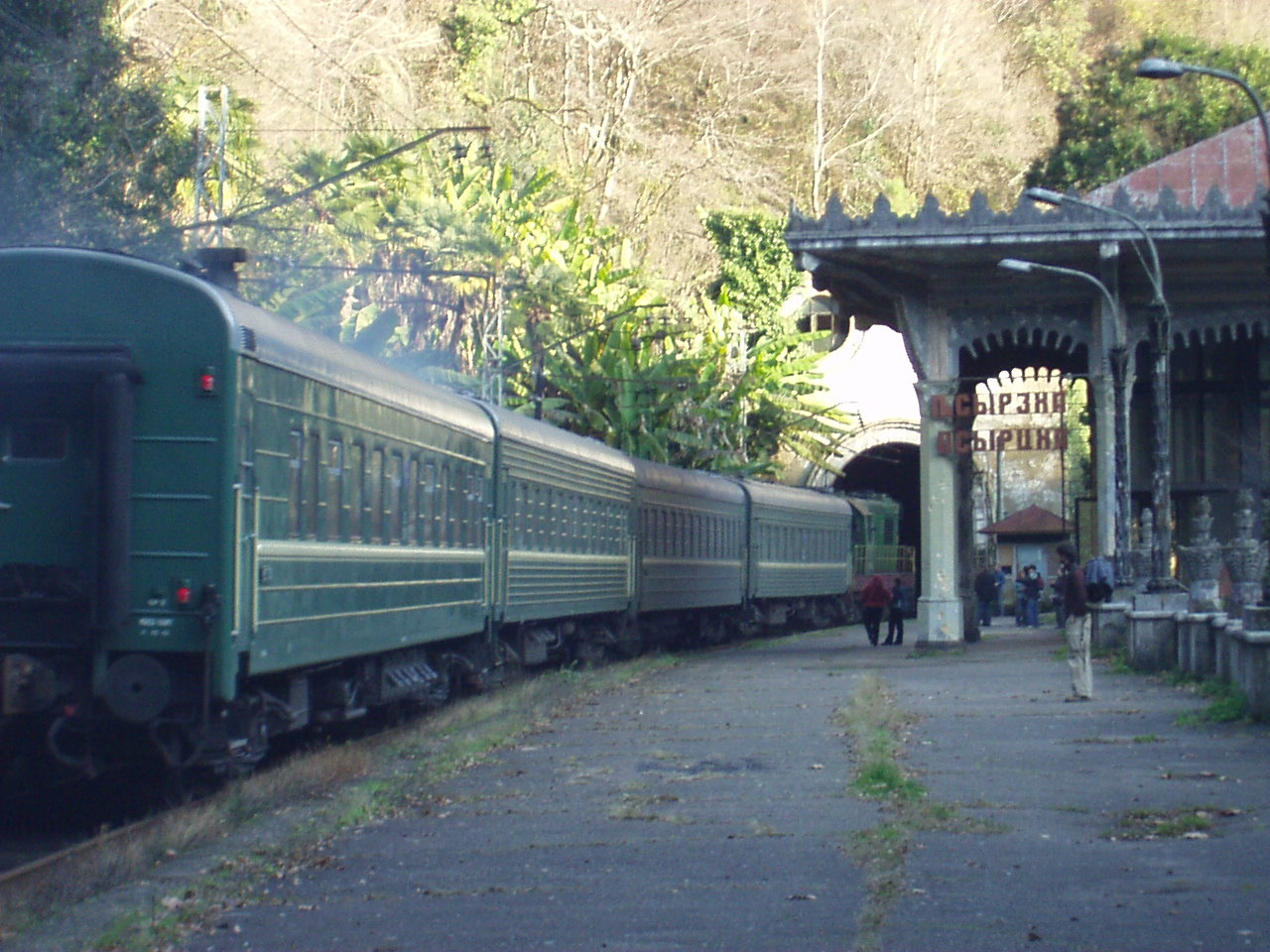
Tren de pasajeros en la estación de Psyrtskha, Novi Afon.

Los Ferrocarriles de Abjasia (en ruso: Абхазская Железная Дорога, Abjazskaya Zheleznaya Doroga en abjasio: Аҧсны Аиҳаамҩа) es la compañía estatal de ferrocarriles de Abjasia. Comprende 185 kilómetros de vías férreas a lo largo de la costa del mar Negro y el ramal de Tkvarcheli.
Antes de 1992 era la conexión entre Georgia y el norte del Cáucaso ruso, pero sufrió daños durante la guerra de Abjasia entre 1991 y 1992.
A principios de 2008 comenzó la operación regular de la línea de larga distancia de Moscú a Sujumi, llevando ocasionalmente carga. 
En una línea independiente está el Metro de Novi Afon, que conecta con la Cueva de Novi Afon.

## Historia
Los proyectos de construcción del ferrocarril a lo largo de la costa del mar Negro empezaron durante el Imperio ruso en el siglo XIX. La construcción del sector Tuapse-Sochi empezó durante la Primera Guerra Mundial, y fue terminado en 1923 a pesar de la interrupción causada por la guerra civil rusa.
Los tramos Sochi-Adler, Inguri-Sujumi (con el ramal de Tkvarcheli), y Adler-Sujumi se terminaron en 1927, 1940 y 1942 respectivamente, iniciándose su explotación.
La construcción se encontró con innumerables dificultades debido a la naturaleza montañosa de la zona en algunas partes del recorrido. La parte abjasia del ferrocarril es de una sola vía. Las estaciones son de arquitectura estalinista levantadas en la década de 1950, y su supuso que algunas son de las más hermosas de la Unión Soviética.
Estructuralmente, los ferrocarriles abjasios son parte desde 1967 del sistema Transcaucásico, que incluía los ferrocarriles de las República Socialista Soviética de Georgia y República Socialista Soviética de Armenia.

## Ferrocarriles en la década de 1990 y 2000

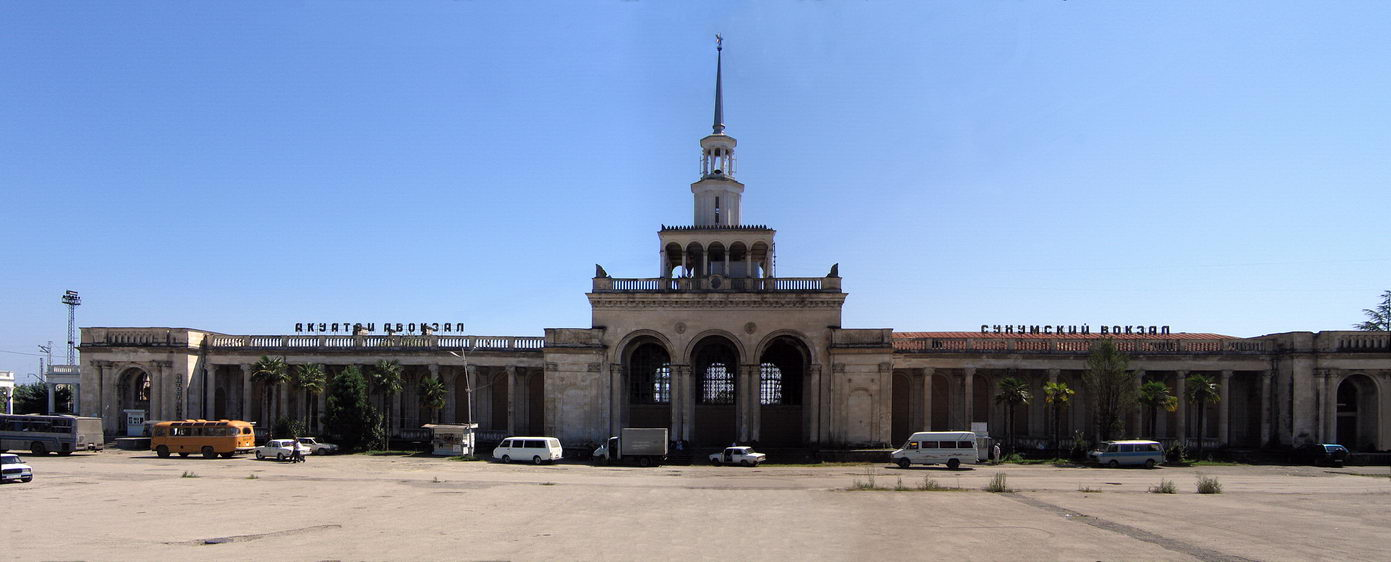
Estación de Sujumi.

El puente sobre el río Inguri fue volado el 14 de agosto de 1992, guando las fuerzas georgianas entraron en Abjasia, siendo el inicio de la guerra de Abjasia, siendo uno de los pretextos para el envío de la Guardia Nacional de Georgia la protección de las líneas férreas.
El puente fue reconstruido, pero volado nuevamente en 1993 después de finalizada la guerra. El tramo entre Ochamchire y la frontera entre Abjasia y Georgia, el río Inguri, fue desmantelado. El resto de la línea sufrió grandes daños durante la guerra, aunque el tráfico se reinició poco después de su finalización. El sistema abjasio de ferrocarriles estuvo bloqueado en la década de 1990 debido al bloqueo impuesto por Rusia.
El 25 de diciembre de 2001, el tren eléctrico que conecta Sochi y Sujumi inició su funcionamiento, pese a las protestas georgianas. Debido al incremento de turistas rusos en la década de 2000, se terminó de reparar en el 2004 la línea Sujumi - Psou (en la frontera rusa), principalmente por Rusia, y el 10 de septiembre de 2004, llegó el primer tren de la línea Moscú-Sujumi a la capital abjasia.
Las líneas electrificadas de cercanías de Sujumi-Ochamchire, Sujumi Tkvarcheli y Sujumi Sochi funcionaron intermitentemente desde 1993 debido a problemas de infraestructura, no funcionando desde 2007. La última, Sujumi-Gudauta fue cerrada a principios del 2008.
Hay propuestas para restaurar los tramos destruidos del ferrocarril, y restablecer el tráfico entre Rusia y los países del Trans-Cáucaso, Georgia y Armenia. La ruta alternativa por Azerbaiyán es significativamente más larga, y en el caso de Georgia no está disponible, y en el caso de Armenia tampoco debido al conflicto de Nagorno Karabaj.
El restablecimiento de las líneas férreas entre Abjasia y Georgia está condicionado por las soluciones políticas a todos los contenciosos pendientes entre ambos. En junio de 2008 hubo tentativas entre las autoridades rusas y georgianas de reabrir la línea férrea.